# Pere Joan Pons Sampietro
Pere Joan Pons Sampietro, né le 24 juillet 1970, est un homme politique espagnol membre du Parti socialiste ouvrier espagnol (PSOE).
Il est élu député de la circonscription des îles Baléares lors des élections générales de juin 2016.

## Biographie

### Vie privée
Bien que né à Palma de Majorque, il passe beaucoup de temps à Campanet, commune où réside sa famille paternelle. Son père, Damià Ferrà-Ponç, né en 1949, est militant du PSIB-PSOE et a été conseiller municipal de Campanet, membre du Conseil insulaire de Majorque et député au Parlement des îles Baléares entre 1983 et 1987.
Pere Joan Pons est marié et père de deux filles. Il est passionné par la lecture et le jazz.

### Études et profession
Il va à l'école primaire Mata de Jonc de Palma puis intègre l'Institut public Ramon Llull où il obtient son bachillerato. Il s'installe ensuite à Barcelone afin de réaliser ses études supérieures. Il étudie le journalisme à l'université autonome de Barcelone (UAB) où il obtient une licence en sciences de l'information ainsi qu'une licence de droit à l'université de Barcelone (UB). Il travaille alors comme journaliste au quotidien espagnol El País jusqu'en 1997.
Il possède un master en droit international, européen et humanitaire de la faculté Jean Monnet de l'université Paris XI et un master en droit international humanitaire obtenu grâce au Comité international de la Croix-Rouge (CICR). Il travaille alors à Paris à la Fondation de Droit international 90 jusqu'en 2000. Entre 2001 et 2003, il travaille pour l'entreprise Euronews à Lyon. Il a aussi travaillé pour des organisations non-gouvernementales à Genève.

### Haut-fonctionnaire des Baléares
En août 2007, il est nommé directeur insulaire à l'Innovation par Francina Armengol, nouvelle et première présidente socialiste du Conseil insulaire de Majorque. En cette qualité, il est nommé, en octobre 2008, membre du jury chargé de désigner le lauréat du premier prix à l'égalité des chances décerné par le Conseil. Le 10 février 2010, il devient directeur insulaire à la Présidence auprès du conseiller Cosme Bonet. Il est remplacé à la fin du mois de juin 2011 après la victoire du Parti populaire qui remporte la majorité absolue des sièges du Conseil et le remplacement d'Armengol par Maria Salom.
Il est le candidat du PSIB-PSOE lors des élections européennes de mai 2014 et investi en vingtième position sur la liste menée par l'ancienne vice-secrétaire générale du parti Elena Valenciano,. Cependant, la liste n'obtient que quatorze mandats et il n'est pas élu au Parlement européen. Lors du congrès du PSIB-PSOE de 2014, il vote pour la candidature d'Armengol face à celle de la maire de Palma Aina Calvo. Après l'élection d'Armengol, il est nommé secrétaire aux Idées, au Programme et à la Formation au sein de la direction exécutive régionale.
En mai 2015, il est investi en douzième position sur la liste du conduite par Francina Armengol dans la circonscription de Majorque à l'occasion des élections au Parlement des îles Baléares mais, là encore, seuls les sept premiers candidats sont élus. En juillet 2015, après l'investiture d'Armengol à la présidence de la communauté autonome, il est nommé directeur de cabinet de celle-ci.

### Député au Congrès
Le 12 mai 2016, Francina Armengol annonce directement qu'elle a choisi Pere Joan Pons pour conduire la liste du parti dans la circonscription des îles Baléares en vue des élections générales anticipées de juin 2016,. Il remplace ainsi Ramon Socías qui a décidé de ne pas se représenter et est relevé de ses fonctions de chef de cabinet le 21 mai suivant. En recueillant 93 363 voix, près de 20,1 % des suffrages exprimés dans la circonscription et deux des huit sièges à pourvoir, il parvient à faire mentir les sondages qui n'octroyaient qu'un seul siège au PSIB-PSOE. Élu au Congrès des députés avec sa collègue Sofia Hernanz, il exerce les responsabilités de porte-parole à la commission mixte pour l'Union européenne et est porte-parole adjoint à la commission de la Culture.
Le 27 octobre 2016, il annonce vouloir voter « non » lors du vote d'investiture du chef du PP Mariano Rajoy à la présidence du gouvernement malgré le choix du Comité fédéral — le parlement interne du parti — de voter une abstention en bloc conformément au souhait de la direction provisoire présidée par l'asturien Javier Fernández après le départ de Pedro Sánchez du secrétariat général. Le PSIB-PSOE d'Armengol et Pons se montrent ainsi fidèles au secrétaire général déchu en votant contre au deuxième tour de l'investiture de Rajoy, à l'instar de quatorze autres parlementaires socialistes dont l'autre députée baléare Sofía Hernanz, afin de ne « pas faire le contraire de ce que j'ai promis [pendant la campagne] »,. Cette rupture de la discipline de vote est réprimandée par la direction provisoire qui lui retire ses responsabilités ; relégué comme simple membre de la commission bicamérale chargé du contrôle parlementaire de RTVE, il perd son porte-parolat à la commission de l'Union européenne au profit du basque Eduardo Madina,.
Alors que Sofía Hernanz opte toujours pour Sánchez, Pere Joan Pons soutient l'ancien lehendakari Patxi López dans la course au secrétariat général fédéral du PSOE de juin 2017, tout comme la secrétaire général du PSIB Francina Armengol. Il affirme alors que López a « plus d'éléments d'union que les autres candidats ». La facile victoire de Pedro Sánchez, qui s'impose à la majorité absolue des suffrages exprimés par les militants, permet à celui-ci de confectionner une commission exécutive fédérale à sa mesure. Nonobstant, Pere Joan Pons fait son entrée au Comité fédéral parmi une nouvelle génération de dirigeants qui expulse la vieille garde du parti à l'image d'Antonio Hernando, Eduardo Madina, José Blanco, Elena Valenciano et José María Barreda. En revanche, le groupe parlementaire est constitué de députés en majorité favorables à la rivale de Sánchez et présidente de la Junte d'Andalousie Susana Díaz, ce qui conduit le secrétaire général à mettre en place une direction intégrant les différentes sensibilités. Alors que Margarita Robles est nommée porte-parole parlementaire, Adriana Lastra porte-parole adjointe et Rafael Simancas secrétaire général, Pere Pons et trois autres députés sont nommés secrétaires adjoints. À ce titre, il devient membre de la députation permanente et porte-parole remplaçant à la Junte des porte-parole. Il est choisi comme premier vice-président de la commission de l'Économie, de l'Industrie et de la Compétitivité par ses collègues.
En février 2018, il demande au gouvernement d'augmenter à 75 % la réduction des prix de transports entre les îles et la métropole. Le 19 juin suivant, il quitte la direction du groupe parlementaire du fait d'une réorganisation complète à la suite de la formation du gouvernement Sánchez I et est remplacé par Susana Sumelzo. Il devient, en revanche, porte-parole à la commission bicamérale chargée des Affaires européennes.